# 海斯 (堪薩斯州)
海斯（英語：Hays）是一個位於美國堪薩斯州埃利斯縣的城市。同時該地也是埃利斯縣的縣治。

## 地方資料
海斯的座標為38°52′46″N 99°19′20″W / 38.87944°N 99.32222°W，而該地的海拔高度為617米（即2024英尺）。根據2010年美國人口普查，該地共人口21116人，而該地的面積約為21.96平方千米。